# Manucho
Manucho Gonçalves, född 7 mars 1983 i Luanda är en angolansk före detta fotbollsspelare. Han spelade mellan 2007 och 2017 för Angolas landslag.
Manucho köptes av Manchester United den 21 december 2007 men lånades ut till Panathinaikos och Hull City..